# Aldo Montano (1910)
Aldo Montano (* 23. listopadu 1910 – 2. září 1996 Livorno, Itálie) byl italský sportovní šermíř, který se specializoval na šerm šavlí. Syn Mario Aldo Montano, synovci Carlo Montano, Mario Tullio Montano a vnuk Aldo Montano reprezentovali Itálii v šermu šavlí. Itálii reprezentoval ve třicátých, čtyřicátých a padesátých letech. Na olympijských hrách startoval v roce 1936 a 1948 v soutěži družstev. V roce 1938 a 1947 získal titul mistra světa v soutěži jednotlivců. S italským družstvem šavlistů vybojoval na olympijských hrách 1936 a 1948 stříbrné olympijské medaile a s družstev šavlistů získal tři tituly mistra světa (1938, 1947 a 1950).